# Mac Kinsey
Mac Kinsey war eine Heftroman-Serie aus dem Wolfgang Marken Verlag, die 1983 und 1984 vierzehntäglich erschien.
Die Serie wurde den Gruselromanen zugerechnet und erzählte die ungewöhnlichen Abenteuer eines britischen Geheimdienstagenten gleichen Namens. Autoren waren Horst Hübner (11 Hefte), Wolfgang Rahn (4 Hefte) und W. A. Hary (1 Heft). Sie brachte es auf 16 Ausgaben. Drei Folgen der Serie wurden 2003ff. auch als Hörspiele veröffentlicht.
Von den Lesern wurde das Fehlen eines roten Fadens bemängelt, der die Einzelgeschichten miteinander verbunden hätte.

## Titelliste
| - 01: Meine Seele dem Teufel - 02: Die toten Augen von Balmoral - 03: Hochzeitsnacht mit Dracula - 04: Die Disko zum grünen Tod - 05: Im Banne des schwarzen Mönchs - 06: Wächterin der toten Seelen - 07: Der Kurier aus dem Jenseits - 08: Zombie-Saat | - 09: Das Auge des Todes - 10: Der Brunnen des Schreckens - 11: Der Engel des Grauens - 12: Der Kreuzweg der Skelette - 13: Im Kerker der Zombies - 14: Ich stürmte die Dämonenburg - 15: Die Straße ins Totenland - 16: Der Unheimliche von der Themse |